# Xã Iowa, Quận Cedar, Iowa
Xã Iowa (tiếng Anh: Iowa Township) là một xã thuộc quận Cedar, tiểu bang Iowa, Hoa Kỳ. Năm 2010, dân số của xã này là 427 người.